# Вторжение в Капскую колонию
Вторжение в Капскую колонию, также известное как Битва при Муйзенберге, — британская военная экспедиция, предпринятая в 1795 году против Голландской Капской колонии на мысе Доброй Надежды. Голландская колония, основанная и контролируемая Голландской (Объединенной) Ост-Индской компанией (ОИК) в семнадцатом веке, была в то время единственным жизнеспособным южноафриканским портом для кораблей, совершавших путешествие из Европы в европейские колонии в Ост-Индии. Поэтому она имела жизненно важное стратегическое значение, хотя в остальном экономически не имела значения. Зимой 1794 года, во время французских революционных войн, французские войска вошли в Голландскую республику, которая была преобразована в Батавскую республику.
В ответ Великобритания начала операции против Голландской империи, чтобы использовать ее объекты против французского флота. Британская экспедиция под руководством вице-адмирала сэра Джорджа Кейта Эльфинстона отплыла в апреле 1795 года и в июне прибыла в Саймонстаун. Были предприняты попытки договориться с колонией об урегулировании, но переговоры ни к чему не привели, и 7 августа была совершена высадка морского десанта. У Муйзенберга произошло короткое сражение, и стычки между британскими и голландскими войсками продолжались до сентября, когда высадились более крупные военные силы. Когда Кейптаун оказался под угрозой, голландский губернатор Абрахам Джозиас Слуйскен сдал колонию.
Впоследствии Эльфинстон усилил гарнизон для защиты от контратаки и разместил эскадру Королевского флота у порта. Почти год спустя колонна голландского подкрепления достигла колонии только для того, чтобы обнаружить, что она значительно меньше численностью, и сдалась без боя. Британская оккупация продолжалась до Амьенского мира в 1802 году, когда колония была возвращен голландцам. В 1806 году, во время наполеоновских войн, второе британское вторжение вновь оккупировало колонию после битвы у Блауберга, и она оставалась британской колонией до создания Южно-Африканского Союза в 1910 году.

## Предыстория
Французские революционные войны, начавшиеся в 1792 году после Французской революции, расширились в январе 1793 года, когда Французская республика объявила войну Голландской республике и Королевству Великобритании. Это привело к войне в Индийском океане, где и Великобритания, и Нидерланды поддерживали прибыльные империи. Торговле из этих империй угрожали французские каперы и военные корабли, действовавшие с острова Иль-де-Франс (ныне Маврикий), но в водах у берегов Южной Африки она была защищена присутствием Голландской Капской колонии. Расположенная на мысе Доброй Надежды, Капская колония была основана в семнадцатом веке как гавань для судов, путешествующих между Европой и Ост-Индией, и в 1790-х годах она оставалась единственной такой станцией между Рио-де-Жанейро и Британской Индией.
Капская колония управлялась из двух городов: более крупного Кейптауна в широкой бухте Столовая, обращённого на запад, и меньшего Саймонстауна в Фолс-Бей, обращённого на юг. Ни один из заливов не был защищён от атлантических штормов, и оба были заведомо опасны, поскольку ветры, течения и скалы представляли значительную угрозу для судоходства. Помимо своего значения как порта пополнения запасов для судоходства в Ост-Индии, колония имела небольшую экономическую ценность в 1790-х годах и защищалась гарнизоном из примерно 1000 регулярных солдат ОИК, дополненных бурскими коммандос и вспомогательными войсками готтенотов под командованием генерала Абрахама Джозиаса Слуйскена и полковника Роберта Джейкоба Гордона, насчитывающие в общей сложности 3600 военнослужащих. Этот гарнизон был сосредоточен в крепости Доброй Надежды и действовал из ряда прибрежных укреплений, защищавших бухту Столовая. Фолс-Бей был более слабо защищён, прикрыт всего двумя легковооружёнными батареями.
Зимой 1794 года французские войска вторглись в Нидерланды и захватили Амстердам. После того, как штатгальтер Вильгельм Оранский бежал в Великобританию, революционеры преобразовали Голландскую республику в Батавскую республику. В Великобритании Вильгельм издал письма Кью, в которых инструктировал своих колониальных губернаторов сотрудничать с британскими оккупационными силами. По настоянию сэра Фрэнсиса Бэринга сэра Фрэнсиса Бэринга государственный секретарь по вопросам войны Генри Дандас санкционировал миссию по обеспечению контроля над Капской колонией и устранению потенциальной угрозы, которую она представляла для торговли с Ост-Индией. 3 апреля 1795 года Адмиралтейство направило к мысу две боевые эскадры, одну под командованием вице-адмирала сэра Джорджа Кейта Эльфинстона, а другую под командованием коммодора Джона Бланкетта, с небольшим экспедиционным корпусом из 515 солдат из 78-го пехотного полка под командованием генерал-майора сэра Джеймса Генри Крейга. Большим силам под командованием генерала Алуреда Кларка было приказано следовать за этими эскадрильями 15 мая с войсками и припасами для более длительной кампании с приказом быть Сан-Сальвадоре до тех пор, пока войска не понадобятся в Африке.

## Вторжение

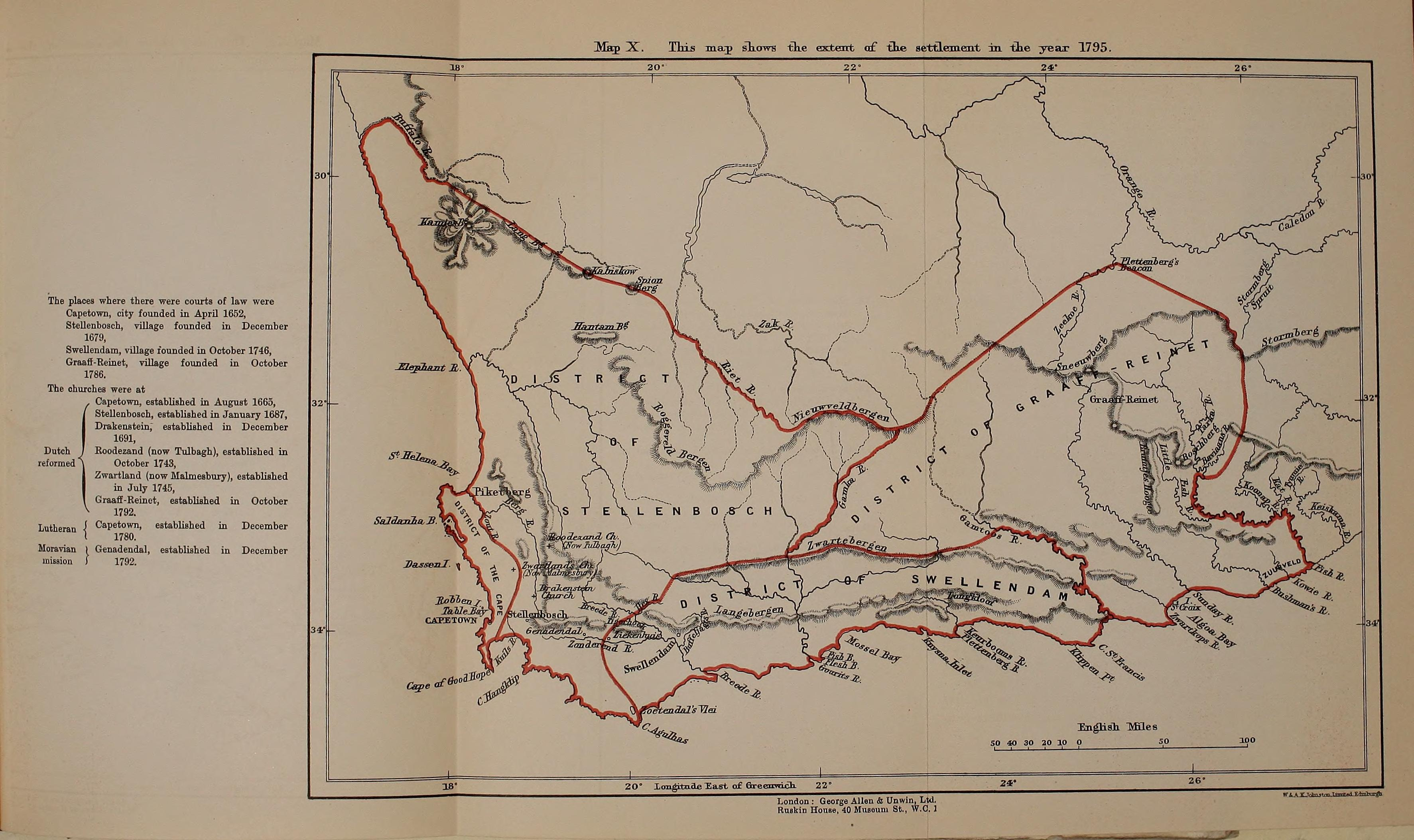
Протяженность Голландской Капской колонии в 1795 году. Кейптаун внизу слева.

Бланкетт и Эльфинстон соединились у мыса 10 июня 1795 года и бросили якорь в заливе Саймона. Там Слуйскену были отправлены сообщения с предложением союза против французов. Однако голландский губернатор был склонен сопротивляться, эвакуировав гражданское население из Саймонстауна в начале июля и подготовившись к разрушению города. Чтобы предотвратить это, Крейг 14 июля высадил 800 солдат и морских пехотинцев, которые заняли Саймонстаун, в то время как голландцы отошли к перевалу в Муйзенберг, через который проходила дорога в Кейптаун. В течение следующего месяца две армии соблюдали непростое перемирие, которое время от времени нарушалось патрулями и снайперской стрельбой. В этот период Эльфинстон и Слуйскен продолжали переговоры о сдаче колонии. Эти переговоры зашли в тупик из-за разногласий в колониальном правительстве относительно легитимности свергнутого Вильгельма Оранского и подозрений в отношении британских намерений. Пока продолжались дебаты, британским посланникам было разрешено свободное передвижение в Кейптауне для подробного наблюдения за обороной.
Эльфинстон был обеспокоен тем, что позиции голландцев слишком сильны, чтобы его силы могли их сокрушить, и 19 июня он отправил HMS Sphinx за помощью к флоту Кларка. 7 августа, когда переговоры зашли в тупик, Эльфинстон приказал атаковать перевал в Муйзенберге. Силы Крейга были дополнены 1000 моряков из эскадры Эльфинстона, передислоцированной на сушу под командованием капитанов Темпла Харди и Джона Уильяма Спрангера. Среди этих сил было несколько американских граждан, которые немедленно перешли к голландцам, и им была обещана репатриация. В полдень 7 августа HMS America, HMS Stately, HMS Echo и HMS Rattlesnake открыли огонь по передовым позициям голландцев. Ответный огонь голландских полевых орудий убил двух человек на America и ранил еще троих, в то время как войска Крейга смогли продвинуться к голландским позициям и захватить их, а голландские защитники в замешательстве отступили. Вторая атака солдат 78-го полка захватила близлежащую скалистую высоту, а контратака голландцев на следующее утро была отражена матросами и морскими пехотинцами Харди.
Голландцы отступили к Винбергу, но британские войска были недостаточно сильны для наступления из-за нехватки продовольствия и боеприпасов. Однако позиции Эльфинстона были улучшены за счет подкрепления, прибывшего в Арнистон 9 августа, а также дезорганизации голландского командования, приведшей к тупиковой ситуации. Впоследствии британский командующий санкционировал захват пяти голландских торговых судов из Ост-Индии, стоявших на якоре в Саймонстауне 18 августа. Перестрелки продолжались в течение месяца: 1 и 2 сентября последовали более сильные атаки голландцев, за которыми последовало более крупное запланированное нападение на Саймонстаун 3 сентября, в котором Слуйскен задействовал все свои резервы, включая 18 пушек. В то утро 14 кораблей Ост-Индской компании прибыли в Саймонс-Бей, и атака была отменена. Эти корабли были флотом подкрепления под командованием Кларка, который высадил 4000 солдат из 95-го и 98-го пехотных полков, 2-го батальона 78-го и 84-го пехотных полков, а также контингент войск ОИК с острова Святой Елены в Саймонстауне для сухопутной кампании против Кейптауна. Затем армия Кларка двинулась против голландских пикетов, потеряв в стычках одного убитого и 17 раненых. Чтобы поддержать эту операцию, Эльфинстон послал корабли America, Rattlesnake, Echo и ост-индийский корабль (индаман) Bombay Castle, для блокады Кейптауна и обеспечения артиллерийской поддержки. Превзойденный численностью войск и окруженный, Слуйскен потребовал от Кларка 48-часового перемирия, но получил 24-часовой ультиматум о капитуляции. Не видя альтернативы, голландский губернатор передал контроль над своей колонией британцам 15 сентября 1795 года, хотя он позволил примерно 40 британским дезертирам в Кейптауне, в основном впечатленным американцами, бежать в сельскую местность до истечения крайнего срока.
| Флот Элфинстона | Флот Элфинстона | Флот Элфинстона | Флот Элфинстона  | Флот Элфинстона                                               | Флот Элфинстона | Флот Элфинстона | Флот Элфинстона | Флот Элфинстона |
| Корабль         | Ранг            | Кол-во пушек    | Флот             | Командир                                                      |                 |                 |                 |                 |
| --------------- | --------------- | --------------- | ---------------- | ------------------------------------------------------------- | --------------- | --------------- | --------------- | --------------- |
| HMS Monarch     | Третий          | 74              | Королевский флот | Вице-Адмирал сэр Джордж Кейт Элфинстон Капитан Джон Элфинстон |                 |                 |                 |                 |
| HMS Victorious  | Третий          | 74              | Королевский флот | Капитан Уильям Кларк                                          |                 |                 |                 |                 |
| HMS Arrogant    | Третий          | 74              | Королевский флот | Капитан Ричард Лукас                                          |                 |                 |                 |                 |
| HMS America     | Третий          | 64              | Королевский флот | Капитан Джон Бланкетт                                         |                 |                 |                 |                 |
| HMS Stately     | Третий          | 64              | Королевский флот | Капитан Билли Дуглас                                          |                 |                 |                 |                 |
| HMS Echo        | Шлюп            | 16              | Королевский флот | Капитан Темпл Харди                                           |                 |                 |                 |                 |
| HMS Rattlesnake | Шлюп            | 16              | Королевский флот | Капитан Джон Уильям Спрангер                                  |                 |                 |                 |                 |
| Источник:       |                 |                 |                  |                                                               |                 |                 |                 |                 |

## Последствия
Общие британские потери составили четыре человека убитыми и 54 ранеными. В бухте Столовая были захвачены голландский фрегат Castor и 14-пушечный торговый бриг Star. Британцы приняли на вооружение оба: Castor как HMS Saldanha и Star как HMS Hope. Существенная эскадрилья Эльфинстона оставалась в колонии, чтобы сдерживать попытки вернуть колонию. Части этих сил впоследствии были переброшены для поддержки британских войск в Индийском океане. Блокада Иль-де-Франс была восстановлена, и Arrogant и Victorious были отправлены в Голландскую Ост-Индию, где в сентябре 1796 года им предстояло провести безрезультатную битву с французской эскадрой у Суматры. Сам Эльфинстон отплыл в Мадрас, где он получил сообщения о том, что войска батавского флота отплыли из Батавской республики, чтобы вернуть себе Капскую колонию. Адмирал вернулся в Кейптаун, собрав большую эскадру, чтобы дождаться прибытия голландцев. Дальнейшие отчеты показали силу и прогресс голландцев, и у Эльфинстона было достаточно времени, чтобы подготовить свою эскадру к их прибытию и увеличить гарнизон на берегу. Голландский контр-адмирал Энгельбертус Лукас провел почти шесть месяцев в переходе и не собрал никаких сведений о британской обороне. Таким образом, когда он прибыл с мыса, его вскоре обнаружил Эльфинстон в бухте Салданья и вынудил сдаться без боя.
В ходе войны дальнейших атак на Капскую колонию не предпринималось. Эльфинстон вернулся в Великобританию в октябре 1796 года и впоследствии был удостоен титула барона Кейта за свою службу при захвате и защите мыса — награда, которую историк С. Норткот Паркинсон называет «в целом легко заработанной». По Амьенскому миру 1802 года одно из условий договора вернуло Капскую колонию вместе со всеми захваченными голландскими колониями, кроме Цейлона, Батавской республике. Мир был недолгим, и после начала наполеоновских войн в 1803 году было запланировано второе британское вторжение, осуществленное в 1806 году, и победа была обеспечена после битвы у Блауберга. Капская колония оставалась частью Британской империи до обретения независимости в составе объединенной Южной Африки в 1910 году.